# Lưu Chí Hiếu
Lưu Chí Hiếu (1913 -1961) là anh hùng Lực lượng vũ trang nhân dân của Việt Nam trong cuộc kháng chiến chống Mỹ, ông là một trong những người tù chính trị ở nhà tù Côn Đảo.

## Tiểu sử
Lưu Chí Hiếu sinh năm 1913, tại làng Hương Cát, xã Trực Thành (nay là Thị trấn Cát Thành, huyện Trực Ninh), tỉnh Nam Định. Mồ côi cha mẹ mất sớm, từ nhỏ ông được người chú nuôi dưỡng. Lưu Chí Hiếu sớm được gia nhập tổ chức Việt Nam Thanh niên Cách mạng đồng chí Hội của huyện và được giao nhiệm vụ liên lạc, in tài liệu, rải truyền đơn. Sau một thời gian gián đoạn, cuối năm 1934, Lưu Chí Hiếu thành lập tổ chức "Thanh niên dân chủ" sau khi tìm cách liên lạc với cách mạng, đưa phong trào đấu tranh của nhân dân làng Hương Cát đi lên.
Năm 1942, phong trào "Thanh niên dân chủ" bị kẻ thù đàn áp dã man. Lúc này, ông được cấp trên chỉ đạo bí mật sơ tán lên Hà Nội, sau đó ra Hải Phòng và một thời gian sau vào Sài Gòn tiếp tục hoạt động cách mạng. Tại đây, Ông đã gia nhập phong trào "Thanh niên tiền phong giành chính quyền Sài Gòn - Gia Định", gia nhập Tiểu đoàn Quyết tử, sau này là Đại đội 3824.
Năm 1949, Ông được kết nạp Đảng Cộng sản Việt Nam. Sau ngày đình chiến, ông được được phân công làm cán bộ tổ chức của Quận uỷ Quận I, Thành uỷ Sài Gòn - Gia Định. Ngày 3 tháng 7 năm 1955, khi đang chỉ đạo cuộc biểu tình của nghiệp đoàn thợ giày do Uỷ ban Cứu trợ - bảo vệ tài sản dân chúng thành phố phát động thì ông bị bắt và bị giam tại đề lao Gia Định (Biên Hoà) cùng 4 người khác với tội danh "chỉ huy đám biểu tình". Về sau, ông được về giam tại Trung tâm huấn chính Biên Hoà, là một trong số 305 tù nhân nguy hiểm ở các nhà lao trên toàn miền Nam bị đày ra Côn Đảo.
Lưu Chí Hiếu bị giam ở phòng số 6, trại I của Nhà tù Côn Đảo. Tại đây, ông bị tra tấn và chịu đủ mọi loại cực hình, thường xuyên bị đánh đập truy bức dã man. Từ năm 1957-1960, ông bị đày ải, truy bức. Tháng 4 năm 1960, Chính quyền Sài Gòn lại tổ chức đàn áp lực lượng tù chính trị chống ly khai ở Trại I. Ngày 24 tháng 12 năm 1961, ông đã hy sinh tại "Chuồng Cọp" ở Nhà tù Côn Đảo sau những đòn tra tấn của kẻ thù.

## Vinh danh
Để tưởng nhớ những công lao của ông, người đời sau đã xây dựng những công trình mang tên ông gồm:
- Nhà lưu niệm tại thôn Hương Cát, thị trấn Cát Thành, huyện Trực Ninh, tỉnh Nam Định. Công trình khởi công ngày 27 tháng 07 năm 2014, đến ngày 19 tháng 7 năm 2015 thì hoàn thành[1][7][8].
- Tên Lưu Chí Hiếu được đặt cho nhiều con đường ở các địa phương như: Thành phố Hồ Chí Minh, Bà Rịa – Vũng Tàu, thành phố Nam Định.
- Nhà nước Cộng hòa Xã hội chủ nghĩa Việt Nam truy tặng danh hiệu Anh hùng lực lượng vũ trang nhân dân vào ngày 23 tháng 2 năm 2010[9][10].